# Dauphin (rivière)
Pour les articles homonymes, voir Dauphin (homonymie).
La rivière Dauphin est une rivière qui coule dans la province du Manitoba au Canada et un affluent du Lac Winnipeg.

## Géographie
Le lac Saint-Martin est la source principale de la rivière Dauphin qui s'écoule vers l'est sur environ 50 km, d'abord vers le nord puis l'est à mi-parcours, avant de se jeter dans le lac Winnipeg.

## Histoire
En 1739, François de La Vérendrye, un des fils de l'explorateur et officier Pierre Gaultier de Varennes et de La Vérendrye, découvrit cette rivière et la nomma Dauphin, en l'honneur de Louis de France, fils aîné du roi Louis XV de France et de Navarre, et de son épouse Marie Leszczyńska.